# Nesle
Pour les articles homonymes, voir Nesle (homonymie).
Ne doit pas être confondu avec Nesles.
Nesle [nɛl] (Nèle en picard) est une commune française, située dans le département de la Somme en région Hauts-de-France. La cité et ses alentours emploient entre sept et huit cents personnes. Avec un tissu dense d'associations, le territoire neslois est un centre actif du plateau du Santerre dans l'est du département. Nesle fait partie de la Communauté de communes de l'Est de la Somme.

## Géographie

### Description
Nesle est une petite ville picarde dans la région naturelle du Santerre, située à l'est du département de la Somme, au sud de Péronne, à l'est d'Amiens, à l'ouest de Saint-Quentin et Ham et au nord de Compiègne.
Le sol de la commune est en grande partie composé de terrains argileux et argilo-calcaire. Le sous-sol de formation crétacé est composé de craie à bélemnites, de terrains tertiaires sableux et argilo-sableux.
Le relief dominant de la commune est celui d'un plateau qui s'incline vers l'Ingon.

### Hydrographie

#### Réseau hydrographique
La commune est située dans le bassin Artois-Picardie. Elle est drainée par le canal du Nord, le Petit Ingon, l'Ingon et le Faubourg Saint-Léonard,.
L'Ingon, d'une longueur de 12 km, prend sa source dans la commune de Fonches-Fonchette et se jette  dans le canal du Nord à Rouy-le-Grand, après avoir traversé sept communes. Cette rivière jadis entourait les murailles de la ville.
Dans les années 1890, la nappe phréatique était située à 25 / 30 m en dessous du sol.

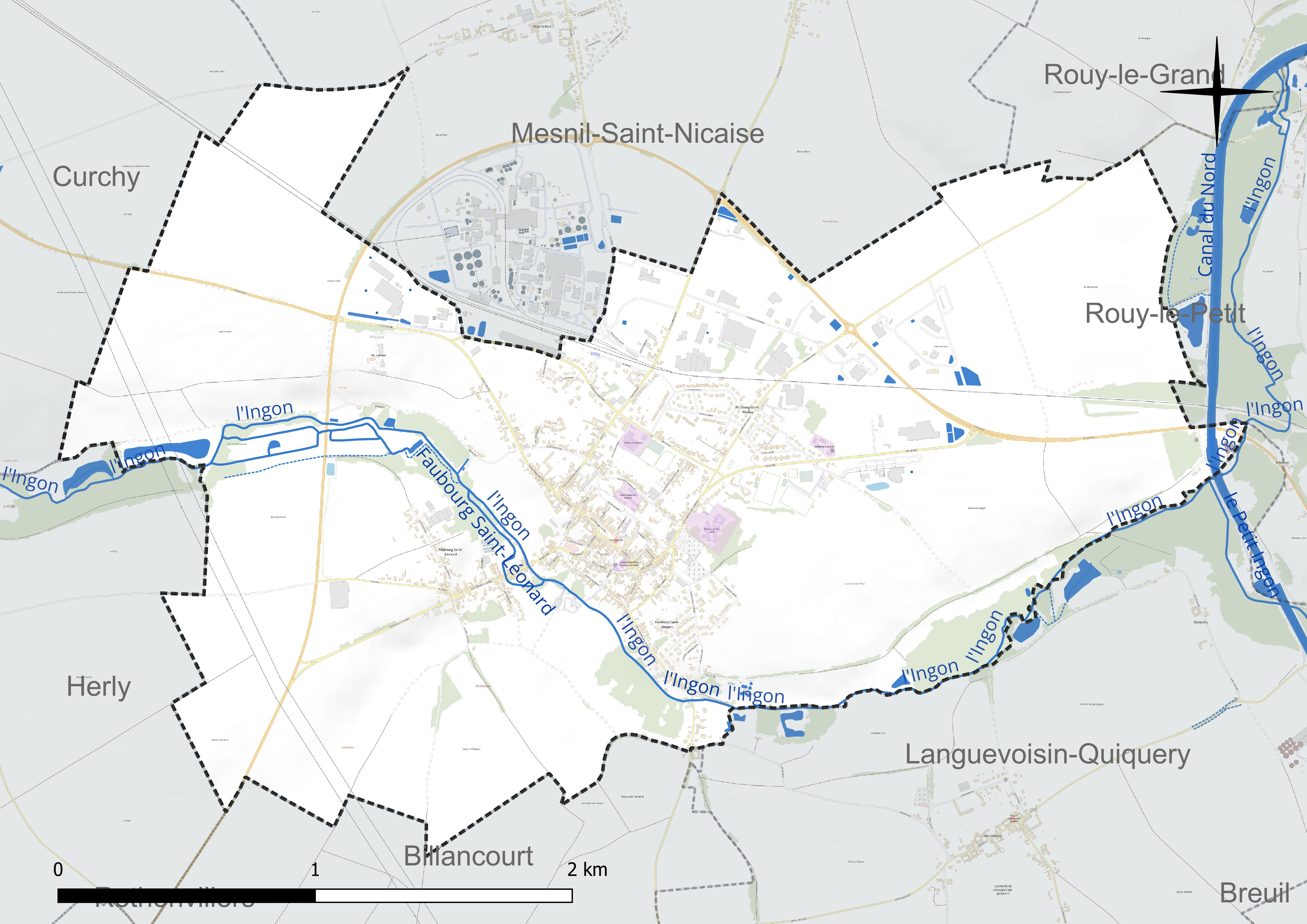
Réseau hydrographique de Nesle.

#### Gestion et qualité des eaux
Le territoire communal est couvert par le schéma d'aménagement et de gestion des eaux (SAGE) « Haute Somme ». Ce document de planification concerne un territoire de 1 798 km2 de superficie, délimité par le bassin versant de la Haute Somme est constitué d'un réseau hydrographique complexe de cours d'eau, de marais, d'étangs et de canaux. Le périmètre a été arrêté le 21 avril 2006 et le SAGE proprement dit a été approuvé le 15 juin 2017. La structure porteuse de l'élaboration et de la mise en œuvre est le syndicat mixte d'aménagement hydraulique du bassin versant de la Somme (AMEVA).
La qualité des cours d'eau peut être consultée sur un site dédié géré par les agences de l'eau et l'Agence française pour la biodiversité.

### Climat
Pour des articles plus généraux, voir Climat des Hauts-de-France et Climat de la Somme.
En 2010, le climat de la commune est de type climat océanique dégradé des plaines du Centre et du Nord, selon une étude du CNRS s'appuyant sur une série de données couvrant la période 1971-2000. En 2020, Météo-France publie une typologie des climats de la France métropolitaine dans laquelle la commune est exposée à un climat océanique et est dans la région climatique Nord-est du bassin Parisien, caractérisée par un ensoleillement médiocre, une pluviométrie moyenne régulièrement répartie au cours de l'année et un hiver froid (3 °C).
Pour la période 1971-2000, la température annuelle moyenne est de 10,3 °C, avec une amplitude thermique annuelle de 15 °C. Le cumul annuel moyen de précipitations est de 710 mm, avec 11,8 jours de précipitations en janvier et 9 jours en juillet. Pour la période 1991-2020, la température moyenne annuelle observée sur la station météorologique la plus proche, située sur la commune de Rouvroy-en-Santerre à 14 km à vol d'oiseau, est de 10,8 °C et le cumul annuel moyen de précipitations est de 635,8 mm,. Pour l'avenir, les paramètres climatiques de la commune estimés pour 2050 selon différents scénarios d'émission de gaz à effet de serre sont consultables sur un site dédié publié par Météo-France en novembre 2022.

## Urbanisme

### Typologie
Au 1er janvier 2024, Nesle est catégorisée bourg rural, selon la nouvelle grille communale de densité à sept niveaux définie par l'Insee en 2022.
Elle appartient à l'unité urbaine de Nesle, une agglomération intra-départementale regroupant deux  communes, dont elle est ville-centre,,. La commune est en outre hors attraction des villes,.

### Occupation des sols
L'occupation des sols de la commune, telle qu'elle ressort de la base de données européenne d'occupation biophysique des sols Corine Land Cover (CLC), est marquée par l'importance des territoires agricoles (70,6 % en 2018), en diminution par rapport à 1990 (77,4 %). La répartition détaillée en 2018 est la suivante :
terres arables (65,3 %), zones urbanisées (16 %), zones industrielles ou commerciales et réseaux de communication (8,5 %), zones agricoles hétérogènes (5,3 %), forêts (3,2 %), milieux à végétation arbustive et/ou herbacée (1,7 %). L'évolution de l'occupation des sols de la commune et de ses infrastructures peut être observée sur les différentes représentations cartographiques du territoire : la carte de Cassini (XVIIIe siècle), la carte d'état-major (1820-1866) et les cartes ou photos aériennes de l'IGN pour la période actuelle (1950 à aujourd'hui).

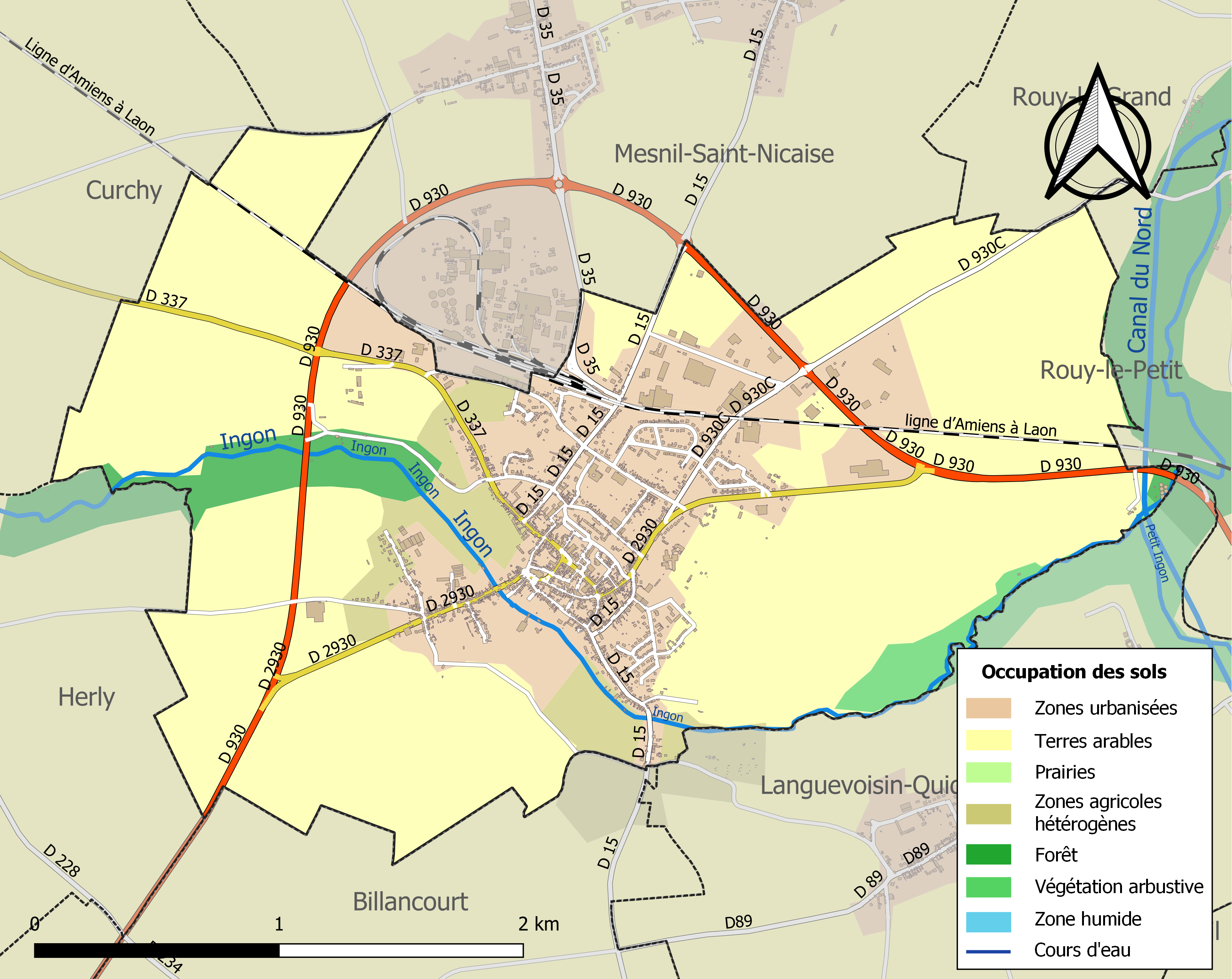
Carte des infrastructures et de l'occupation des sols de la commune en 2018 (CLC).

### Morphologie urbaine
La ville est divisée en plusieurs quartiers et faubourgs
- Centre-ville : entouré au nord par le quartier dit des Remparts (anciens fossés de la ville), au sud par la collégiale, à l'ouest par l'emplacement de l'ancien château des marquis et à l'est par l'ancienne porte de la Vierge.
- Quartiers Est : Blondel de Nesle / Léonce Leroy et Germaine Vallet / Marie Curie.
- Quartiers Sud : Fournier et Malin.
- Faubourg Saint-Marcoult.
- Faubourg Saint-Nicolas.
- Faubourg Saint-Jacques.
- Faubourg Saint-Léonard : Saint-Léonard-de-Morlemont est rattaché à Nesle entre 1790 et 1794[13] et devient un de ses quartiers.

Morlemont : est un lieudit rattaché à Nesle entre 1790 et 1794. Actuelle réserve locale au bord de l'Ingon, Morlemont est le poumon vert de l'Ouest de la ville.

### Habitat et logement
En 2018, le nombre total de logements dans la commune était de 1 176, alors qu'il était de 1 127 en 2013 et de 1 112 en 2008.
Parmi ces logements, 84,1 % étaient des résidences principales, 0,9 % des résidences secondaires et 15 % des logements vacants. Ces logements étaient pour 82,4 % d'entre eux des maisons individuelles et pour 17,5 % des appartements.
Le tableau ci-dessous présente la typologie des logements à Nesle en 2018 en comparaison avec celle de la Somme et de la France entière. Une caractéristique marquante du parc de logements est ainsi une proportion de résidences secondaires et logements occasionnels (0,9 %) inférieure à celle du département (8,3 %) et de la France entière (9,7 %). Concernant le statut d'occupation de ces logements, 58,8 % des habitants de la commune sont propriétaires de leur logement (62,5 % en 2013), contre 60,3 % pour la Somme et 57,5 pour la France entière.
| Typologie                                               | Nesle | Somme | France entière |
| ------------------------------------------------------- | ----- | ----- | -------------- |
| Résidences principales (en %)                           | 84,1  | 83,3  | 82,1           |
| Résidences secondaires et logements occasionnels (en %) | 0,9   | 8,3   | 9,7            |
| Logements vacants (en %)                                | 15    | 8,4   | 8,2            |

### Voies de communication et transports
La commune est située au croisement des anciennes routes nationales RN 330 (actuelle RD 930) et RN 37 (actuelle RD 937). Elle est aisément accessible depuis l'autoroute A1 et A29.
La gare de Nesle est située sur la ligne d'Amiens à Laon, desservie par les TER Hauts-de-France.
La commune est desservie, en 2023, par la ligne 676 du réseau interurbain de l'Oise et par la ligne 753 du réseau Trans'80.

### Projets d'aménagement

#### Le Canal Seine-Europe
Le Canal Seine Nord Europe est un projet de canal à grand gabarit de 107 km entre Compiègne et Aubencheul-au-Bac, d'un tirant d'eau de 4,5 m et d'une largeur en surface de 54 m.
L'aménagement d'un des quatre ports de ce canal est prévu à Nesle sur une emprise de  86,7 hectares dont 25,4 pour le terminal portuaire et 61,3 pour la zone d'activités. Le port, raccordé à la ligne de chemin de fer d'Amiens à Laon et générant un trafic d'une dizaine de trains par jour, sera constitué d'une aire de stockage de conteneurs et d'une autre pour le « vrac »,.
Historique des étapes
- Novembre 2004 et juin 2006 : études préliminaires d'avant projet
- 2007 : enquête publique
- 2008 : déclaration d'utilité publique du projet
- 5 avril 2011, le président Nicolas Sarkozy lance, à Nesle le dialogue compétitif pour la réalisation du canal Seine-Nord Europe. Une mission de reconfiguration est alors menée par le député du Nord Rémi Pauvros.

L'Union européenne confirme en juillet 2015 financer la première phase des travaux du canal (à hauteur de 42 %). Le projet du canal SNE est ainsi relancé en novembre 2016 et l'État ; les régions Hauts-de-France et Île-de-France annoncent un accord pour financer le canal, dont la construction est annoncée pour 2017.
Mais une décision de suspension du projet est prise par le Premier ministre Édouard Philippe en juillet 2017, projet pourtant confirmé par la loi d'orientation des mobilités en 2018.
Ce contretemps passé, les appels d'offres sont lancés début 2019 et le démarrage des travaux est envisagé vers la fin du premier semestre 2020. Dans cette perspective, l'inauguration est escomptée pour le second semestre 2027.
Le 22 novembre 2019, le Président de la République Emmanuel Macron (accompagné des ministre et secrétaire d'Etat chargés des transports et de la transition écologique) participe à la première réunion du Comité stratégique du Canal Seine Nord Europe.
Pour mémoire, les appels d'offres sont lancés depuis le début de cette année 2019 et le démarrage des travaux est envisagé vers la fin du premier semestre 2020. Dans cette perspective, l'inauguration est escomptée pour le second semestre 2027.
Entre 13,3 et 15 millions de tonnes de marchandises seront transportées sur ce canal, équivalant à 500 000 véhicules poids lourds chaque année (pour rappel, un seul convoi de 4 400 tonnes équivaut à 220 camions). Le nouveau canal doit contribuer aux objectifs de la France en matière de lutte contre le réchauffement du climat.

#### Autres projets
La commune réalise en 2022 l'aménagement du lotissement Jack-Pinçonnet, situé entre le cimetière et la Nouvelle Scène et dont la première tranche comprend 42 parcelles destinées à  la construction de logements en accession à la propriété.

## Toponymie
Le nom de la localité est attesté sous la forme latinisée Nigella en 1076.

## Histoire
Nesle est une ancienne cité gauloise qui s'est illustrée depuis par son chapitre indépendant, son marquisat et aussi pour les désastres qui l'ont désolée. La cité a subi des pillages, des saccages et la destruction de ses fortifications.

### Préhistoire
Selon les recherches archéologiques de Duhamel-Decejean,, la ville primitive possédait des souterrains préhistoriques. Ces lieux permettaient d'y vivre sainement, la température était plutôt douce et affichait une régularité pendant les quatre saisons. La cité remonte à l'âge du bronze (1800 à 700 av. J.-C.) et du fer (700 à 52 av. J.-C.).

### Antiquité
Les fouilles d'archéologie préventive effectuées en 2012 sur le tracé de l'éventuel canal Seine-Nord Europe ont mis au jour les vestiges d'un fanum, sanctuaire rural gallo-romain dédié vraisemblablement à Apollon. Ce sanctuaire s'étendait également sur le territoire de l'actuelle commune de Mesnil-Saint-Nicaise.

### Moyen Âge
Au Moyen Age, l'histoire de Nesle est intimement liée à celle de ses seigneurs, qui ne formeront qu'une seule lignée (éventuellement en succession féminine) pendant huit siècles à peu près, de l'an mil environ jusqu'à la Révolution.

#### Le sac de Nesle
Le sac de Nesle, le 14 juin 1472, est une opération militaire de Charles le Téméraire, duc de Bourgogne, contre la ville de Nesle et le roi de France Louis XI, son grand adversaire.
À la tête de 80 000 hommes, le duc passa la Somme à Bray, entra en Santerre, assiégea la cité nesloise et massacra sa population. Il s'empara ensuite de Roye et de Montdidier puis marcha sur Beauvais.
Une des rues de la ville porte le nom de « rue du Sac » ; c'est le seul lieu qui, de nos jours, porte témoignage du sac de Nesle.

### Époque moderne

#### Marquisat
Nesle se relève de toutes les désolations qui se sont abattues sur elle et devient un comté en 1466, puis est érigée en marquisat pour Louis de Sainte-Maure, par lettres de janvier 1545 (enregistrées en novembre 1548). Cette puissante seigneurie devient même le premier marquisat du royaume de France. Près de 2 000 fiefs sont alors sous son contrôle.
Le château, confisqué sous la Terreur, est détruit vers 1820.

### Époque contemporaine

#### XIXesiècle
Au XIXe siècle, Nesle est une ville enceinte de remparts entourée par la Somme, et protégée par des forts détachés.
Le chemin de fer arrive à Nesle le 1er juillet 1867, avec la mise en service de la section Amiens - Ham de la ligne d'Amiens à Laon par la Compagnie des Chemins de fer du Nord.
En 1889 est mise en service la ligne d'Albert à Ham des Chemins de fer départementaux de la Somme, une ligne de chemin de fer secondaire à voie métrique. Elle cesse son exploitation en 1949.
Cette desserte ferroviaire est complétée en 1910-1912 par la ligne de Saint-Quentin à Ham, autre chemin de fer secondaire mais à voie normale, qui fonctionne jusqu'en 1955. En 1913 est mise en service une troisième ligne de chemin de fer secondaire, celle de Noyon - Guiscard - Lassigny par la compagnie des Chemins de fer de Milly à Formerie et de Noyon à Guiscard et à Lassigny, exploitée jusqu'à 1935.

#### Première Guerre mondiale
Dès le début de l'occupation allemande, le curé dirige les deux écoles dans les murs du patronage. L'école publique est démolie par les Allemands. « Ce sera très bon pour vous ! », déclare le commandant de la place.
La ville, occupée par l'armée allemande,,, est reconquise en mars 1917,,,,, avant d'être concernée par les combats de l'offensive du printemps allemande de 1918,,
À la fin du conflit, les deux tiers de la ville sont considérés comme détruits,,,,,,,. La reconstruction débute dès la fin 1917, avec l'aide de la Croix-Rouge des États-Unis,,
La ville a été décorée de la Croix de guerre 1914-1918, le 27 octobre 1920.

#### Seconde Guerre mondiale
Au début de la Seconde Guerre mondiale, lors de la bataille de France, le 65e bataillon de chasseurs alpins est chargé de la défense de Nesle le 2 juin 1940. Les préparatifs durent deux jours, les routes sont coupées et des abris et tranchées sont construits. L'attaque allemande débute le 5 juin 1940 par des bombardements d'artillerie puis, le lendemain des bombardements aériens provoquent de nombreux incendies et détruisent systématiquement les quartiers de la ville. La ville est abandonnée en fin de journée par les chasseurs alpins qui se replient sur l'Ingon en direction de Billancourt.
La ville est libérée le 1er septembre 1944 par le Commandement de combat B de la 5e division blindée US et les Forces françaises de l'intérieur (FFI).
Elle est décorée de la Croix de guerre 1939-1945, le 11 novembre 1948 avec étoile d'argent.

## Politique et administration

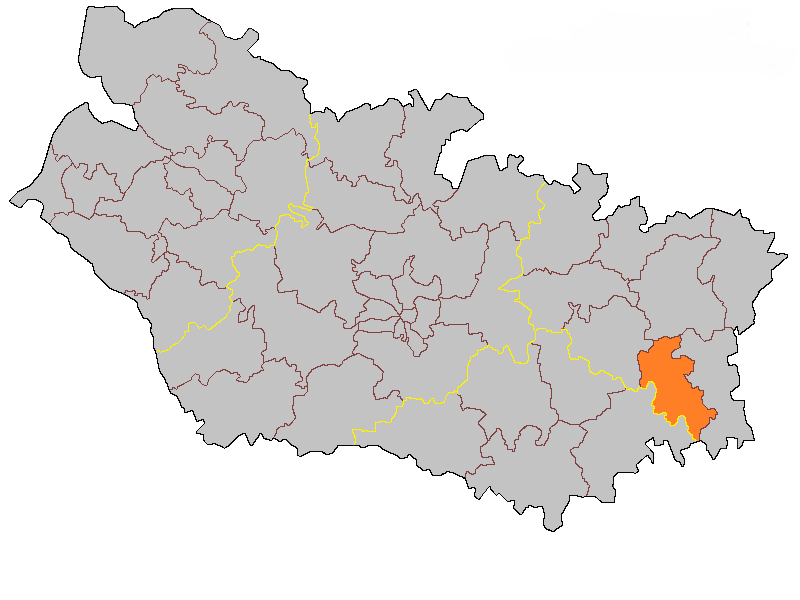
L'ancien canton de Nesle au sud-est de la Somme.

### Rattachements administratifs et électoraux
La commune se trouve dans l'arrondissement de Péronne du département de la Somme. Pour l'élection des députés, elle fait partie depuis 1958 de la cinquième circonscription de la Somme.
Elle était le chef-lieu depuis 1793 du canton de Nesle. Dans le cadre du redécoupage cantonal de 2014 en France, la commune est désormais intégrée au canton de Ham.

### Intercommunalité
La commune était le siège de la communauté de communes du Pays Neslois (CCPN), créée fin 2001, et qui succédait au district de Nesle, créé par arrêté préfectoral du 22 mai 1964.
La loi portant nouvelle organisation territoriale de la République (Loi NOTRe) du 7 août 2015, prévoyant que les établissements publics de coopération intercommunale (EPCI) à fiscalité propre doivent avoir un minimum de 15 000 habitants, le schéma départemental de coopération intercommunale (SDCI) arrêté par le préfet de la Somme le 30 mars 2016 prévoit notamment la fusion des communautés de communes du Pays Hamois et celle du Pays Neslois, afin de constituer une intercommunalité de 42 communes groupant 20 822 habitants, et précise qu'il « s'agit d'un bassin de vie cohérent dans lequel existent déjà des migrations pendulaires entre Ham et Nesle. Ainsi Ham offre des équipements culturels, scolaires et sportifs (médiathèque et auditorium de musique de grande capacité, lycée professionnel, complexe nautique), tandis que Nesle est la commune d'accueil de grandes entreprises de l'agroalimentaire ainsi que de leurs sous-traitants ».
La fusion intervient le 1er janvier 2017 et la nouvelle structure, dont Ham est le siège et dont la commune fait désormais partie, prend le nom de communauté de communes de l'Est de la Somme,.

### Liste des maires
| Période                                  | Période                       | Identité                             | Étiquette     | Qualité |
| ---------------------------------------- | ----------------------------- | ------------------------------------ | ------------- | --- |
| Les données manquantes sont à compléter. |                               |                                      |               | |
| 1790                                     | 1791                          | Charles Quenescourt                  |               | Notaire |
| 1791                                     | 1792                          | Lefèvre                              |               | |
| 179?                                     | 1797                          | Adrien Mercier                       |               | Notaire |
| 1797                                     | 1799                          | Charles Quenescourt                  |               | Notaire |
| 1799                                     | 1813                          | Pierre Honoré Dercheu                |               | Architecte |
| 1813                                     | 1815                          | Charles Quenescourt                  |               | Notaire Conseiller général de Nesle (1811 → 1816) |
| 1815                                     | 1817                          | Louis Nicolas Leclercq de la Prairie |               | Conseiller d'arrondissement de Péronne (1816 → 1818) |
| 1817                                     | 1822                          | Antoine Goguet                       |               | |
| 1822                                     | 1826                          | Charles Quenescourt                  |               | Notaire |
| 1826                                     | 1827                          | Édouard Amyot                        |               | Capitaine aux cuirassiers d'Angoulême |
| 1828                                     | 1830                          | Louis Nicolas Letellier              |               | Docteur chirurgien à l'hospice de Nesle |
| 1830                                     | 1834                          | Étienne Dersu                        |               | Notaire Conseiller d'arrondissement de Nesle (1842 → 1870) |
| 1834                                     | 1837                          | Eugène Dehaussy                      |               | |
| 1837                                     | 1855                          | Pierre Fanchon                       |               | Notaire |
| 1855                                     | 1861                          | Hippolyte Enne                       |               | Notaire Conseiller général de Nesle (1848 → 1861) |
| 1861                                     | 1871                          | Louis Noé                            |               | Propriétaire |
| 1871                                     | 1878                          | Albert Lallouette                    |               | Propriétaire, fabricant de sucre Conseiller général de Nesle (1867 → 1878) |
| 1878                                     | 1889                          | Jules Savary                         |               | Distillateur à Nesle, diplômé de l'École des arts industriels et des mines en 1869 Conseiller général de Nesle (1880 → 1889)                                                                                                   |
| 1889                                     | 1892                          | François Aubry                       |               | Docteur en médecine |
| 1892                                     | 1897                          | Gustave Lemaire                      |               | Pharmacien |
| 1897                                     | 1912                          | Hector Lamotte                       | Républicain   | Vétérinaire Conseiller général de Nesle (1892 → 1928) |
| 1912                                     | 1919                          | René Vergelot                        |               | Notaire Conseiller général de Nesle (1928 → 1934) |
| 1919                                     | 1925                          | Hector Lamotte                       | Républicain   | Vétérinaire Conseiller général de Nesle (1892 → 1928) |
| 1925                                     | 1933                          | René Vergelot                        |               | Notaire Conseiller général de Nesle (1928 → 1934) |
| 1933                                     | 1936                          | Raoul Carlier                        |               | |
| 1936                                     | 1941                          | Joseph Boutechoque                   |               | |
| février 1941                             | 1944                          | Denis-Jacques Longuet                |               | Industriel Décédé en fonction |
| 1944                                     | 1945                          | Sainte-Marie Namuroy                 |               | Notaire |
| 1945                                     | 1963                          | Camille Gautier                      |               | Docteur en médecine. |
| 1963                                     | 1965                          | Hervé Laudren                        |               | Notaire. |
| 1965                                     | 1971                          | Jacques Gronnier                     | DVD           | Vétérinaire Conseiller général de Nesle (1961 → 1967, 1973 → 1979 et 1985 → 1998) |
| 1971                                     | 1983                          | Jack Pinçonnet                       | PS            | Médecin Conseiller général de Nesle (1967 → 1973) |
| 1983                                     | 1989                          | Jacques Gronnier                     | DVD           | Vétérinaire Conseiller général de Nesle (1961 → 1967, 1973 → 1979 et 1985 → 1998) |
| 1989                                     | 1996                          | Jack Pinçonnet                       | PS            | Médecin |
| 1996                                     | mars 2014                     | Paul Pilot                           | Apparenté PCF | Agent de maîtrise Conseiller général de Nesle (1998 → 2015) Vice-président de la CC du Pays Neslois (2001 → 2014) Président du District de la région de Nesle (1996 → 2001) Adjoint au maire de la ville de Nesle (1989 →1996) |
| mars 2014                                | mai 2020                      | José Rioja Fernandez                 | DVD           | Chef d'entreprise retraité Président de la CC Est de la Somme (2020 →) |
| mai 2020,                                | En cours (au 13 janvier 2022) | Frédéric Demule                      | SE            | Ancien collaborateur parlementaire de Stéphane Demilly (UDI), Conseiller départemental de Ham (2021 →) |

## Équipements et services publics

### Eau et déchets
Depuis le 1er janvier 2014, une centrale et une plateforme biomasse sont en service sur le territoire neslois. La capacité de production de cet ensemble, à partir de bois et de paille, est de 16 mégawatts de puissance électrique, l'équivalent de la consommation de 50 000 habitants.
Ce projet de l'ancienne région Picardie s'inscrit à la fois dans une démarche de respect des contraintes environnementales, de préservation des ressources naturelles et de promotion du savoir-faire industriel français.
L'assainissement des eaux usées  est assuré depuis 2019 par l'intercommunalité. Elle lance en 2022 un important chantier d'amélioration du réseau qui se déroulera sur une dizaine d'années et concerne également Nesle.

### Enseignement
La ville gère une école maternelle et une école primaire, étendue d'une sixième classe en 2022.
Le département de la Somme administre le collège Louis-Pasteur.

#### Petite enfance
L'intercommunalité construit une mini-crêche de dix berceaux en 2018, dans le cadre d'un complexe multifonction comprenant également un site administratif et une salle de spectacles,.

### Équipements culturels
La Nouvelle Scène de Nesle est une salle de spectacle créée par l'intercommunalité  pour un coût d'environ dix millions d'euros, inaugurée en décembre 2019, lors d'un concert de Jane Birkin. Cette réalisation vise à animer la vie culturelle de l'est de la Somme,.

### Justice, sécurité, secours et défense
La commune réalise en 2022 le renouvellement et l'extension du parc de vidéosurveillance.

## Population et société

### Démographie
Les habitants de cette cité se nomment les Neslois.
L'évolution du nombre d'habitants est connue à travers les recensements de la population effectués dans la commune depuis 1793. Pour les communes de moins de 10 000 habitants, une enquête de recensement portant sur toute la population est réalisée tous les cinq ans, les populations de référence des années intermédiaires étant quant à elles estimées par interpolation ou extrapolation. Pour la commune, le premier recensement exhaustif entrant dans le cadre du nouveau dispositif a été réalisé en 2008.

En 2022, la commune comptait 2 296 habitants, en évolution de −2,63 % par rapport à 2016 (Somme : −1,26 %, France hors Mayotte : +2,11 %).
| 1793  | 1800  | 1806  | 1821  | 1831  | 1836  | 1841  | 1846  | 1851  |
| ----- | ----- | ----- | ----- | ----- | ----- | ----- | ----- | ----- |
| 1 684 | 1 567 | 1 692 | 1 606 | 1 643 | 1 705 | 1 755 | 1 850 | 1 900 |

| 1856  | 1861  | 1866  | 1872  | 1876  | 1881  | 1886  | 1891  | 1896  |
| ----- | ----- | ----- | ----- | ----- | ----- | ----- | ----- | ----- |
| 1 926 | 2 135 | 2 214 | 2 237 | 2 377 | 2 406 | 2 455 | 2 393 | 2 285 |

| 1901  | 1906  | 1911  | 1921  | 1926  | 1931  | 1936  | 1946  | 1954  |
| ----- | ----- | ----- | ----- | ----- | ----- | ----- | ----- | ----- |
| 2 436 | 2 602 | 2 631 | 2 251 | 2 491 | 2 322 | 2 229 | 1 927 | 2 075 |

| 1962  | 1968  | 1975  | 1982  | 1990  | 1999  | 2006  | 2008  | 2013  |
| ----- | ----- | ----- | ----- | ----- | ----- | ----- | ----- | ----- |
| 2 417 | 2 483 | 2 811 | 2 643 | 2 642 | 2 451 | 2 487 | 2 499 | 2 366 |

| 2018  | 2022  | - | - | - | - | - | - | - |
| ----- | ----- | - | - | - | - | - | - | - |
| 2 321 | 2 296 | - | - | - | - | - | - | - |

### Manifestations culturelles et festivités
- Foire d'Oculi : 
Du latin Oculi (yeux), est une foire commerciale qui a lieu au mois de mars[80]. Elle a lieu le troisième dimanche de carême dont l'introït de la messe commence par ce mot. 
Le roi Philippe V dit le Long (1291-1322) en accorda le privilège à la ville. La manifestation n'a pas de calendrier fixe et se déroule en fonction de la date de Pâques. La datation de la première foire d'oculi reste inconnue. L'histoire retient qu'elle a été interrompue lors du sac de Nesle en 1472 puis rétablie en 1583 par Henri III et confirmée par Louis XIII en 1621[réf. nécessaire].
- Foire aux poulains :
Foire créée en octobre 1899. Cette manifestation a lieu tous les ans, chaque troisième dimanche d'octobre.
- Fête Saint-Pierre : 
Manifestation fêtée à la fin juin[réf. nécessaire].
- Marché de Noël :
Marché de produits du terroir (gourmandises pour enfants, décorations de Noël artisanales, produits du terroir picard...) sur la place du Général-Leclerc en fin d'année. Manifestation créée en 1994[réf. nécessaire].
- Nuits celtiques de Nesle : 
Les Nuits celtiques de Nesle estival musical créé en 2009 alliant parades, concerts et fest-noz à caractère celte. Deux soirées riches en musiques traditionnelles et rock folk. Chaque année, le festival prend de l'ampleur et attire un public de quasiment 800 personnes par soir, fin avril.
La ville de Nesle reçoit l'évènement devenu une institution en Haute-Somme, terre de musiques celtiques, en raison des champs de bataille de la Somme 1914-1918 où sont tombées des dizaines de milliers de soldats britanniques. Pour les festivités, un village celtique est établi avec des marchands venant de différents pays européens[réf. nécessaire].

La médiathèque Georges-Brassens, lieu-dit de culture au sens le plus large, se prête à une exposition permanente et plusieurs autres tout au long de l'année. La bibliothèque offre la possibilité de consulter ou d'emprunter des ouvrages (romans, documentaires, revues, CD rom, CD audio), et d'utiliser Internet ou encore de s'initier aux nouvelles technologies de l'information et de la communication.

### Sports
Rendez-vous sportifs
- Duathlon de Nesle ; Manifestation sportive annuelle, créée en 2001, alliant course à pied et course à vélo dans les rues de la cité et dans les alentours campagnards. La compétition avait lieu en novembre, elle est suspendue depuis qu'il n'y a plus d'association pour organiser l'événement[réf. nécessaire].
- Coupe Cassel ; Tournoi fédéral de jeu de longue paume créé par Jules Cassel (ancien président du club neslois) en 1929. Chaque année, le tournoi est lancé par le (ou la) plus jeune paumiste avec la lecture… du serment du jeu de Paume.

Le jeu de paume est un jeu traditionnel picard. Au commencement, la balle est frappée par la paume de la main. Puis pour se protéger, avec un gant et, enfin, avec un battoir tendu de peau, pour permettre une plus grande force de frappe. Au milieu du XIXe siècle, les cordes remplacent la peau, petit à petit la raquette se forme.
Nesle est la ville où est exposé le trophée récompensant chaque année depuis 1892 le vainqueur du championnat de France de longue paume[réf. nécessaire].
- Tournoi annuel du Tennis Club Neslois, généralement sur trois semaines au mois d'octobre[réf. nécessaire].

## Économie

Industrie à Nesle.

Le territoire de Nesle se caractérise par un tissu économique diversifié. Il dépend en partie du territoire voisin (Ham).En plus de son potentiel agricole, son tissu industriel se distingue par sa spécialisation agroalimentaire et l'implantation de grands groupes français ou étrangers. De même, les filières caractéristiques de l'industrie picarde, à savoir les industries chimiques, la métallurgie, le textile et les équipements mécaniques y sont bien représentés.
Le site industriel qui produit du glutamate de sodium a été créé en 1873 par Jules Savary, ingénieur IDN et distillateur. Cette industrie fabrique alors de l'alcool à partir de betteraves.
Une importante « ferme à insectes » exploitée par InnovaFeed est aménagée à Nesle depuis 2020, se positionne comme le premier producteur mondial dans le marché de l'aquaculture et qui valorise la chaleur produite dans la centrale biomasse et les produits de l'amidonnerie Tereos-Syra, emploie en 2022 65 salariés,. 
En 2024, Innovafeed produit de la protéine d'insectes, de l'huile d'insectes et un engrais à base de larves d'insectes sur son site de 55 000 m2.
La commune de Nesle est chargée de la gestion d'une zone industrielle et d'un pôle d'activités composé d'un hôtel d'entreprises, d'une zone commerciale et dans un futur proche (à échéance 2023) d'une plateforme multimodale et d'un port fluvial[réf. nécessaire]

## Culture locale et patrimoine

### Lieux et monuments
- La collégiale romane Notre-Dame du XIe siècle[86],[87],[88],[89],[90],[91],[92] consacrée par Hardouin de Croÿ fut détruite en 1918 à la fin de la Première Guerre mondiale. Une nouvelle collégiale a été reconstruite en 1930. À une époque antérieure, un monastère occupait le même emplacement depuis le VIe siècle. Jusqu'à la Révolution, cette collégiale était le siège d'un chapitre canonial.

La collégiale actuelle (Notre-Dame-de-l'Assomption) a été édifiée en 1930 par l'architecte Gabriel Sibilot, architecte parisien. La particularité de cette œuvre monumentale repose sur le fait que la sacristie est enterrée en souvenir d'une remarquable crypte romane édifiée en 1401 par Jeanne d'Amboise, dame de Nesle, fille d'Igerber 1er, seigneur d'Amboise et de Marie de Flandre,,. Cette crypte, remplacée par la nouvelle sacristie, avait été inscrite aux Monuments historiques en 1879.
L'édifice a subi les effets de la Seconde Guerre mondiale et a été endommagé. Il n'a été rouvert aux fidèles que dans les années 1950. Il abrite actuellement des pierres tombales inscrites aux Monuments historiques en 1993 provenant de l'ancienne collégiale,,,,,,,,,.
Elle contient notamment une statue en chêne de saint Pierre, du XVIe siècle.
- Calvaire Saint-Marcoult ; une légende révèle que le transfert de ses cendres à Nesle aurait provoqué des miracles de guérison.
- Vestiges d'un château[107],[108] en partie détruit en 1820, puis, pour le reste, avec la collégiale romane en 1918.
- Chapelle Notre-Dame-de-Bon-Secours[109] érigée en 1761, rebâtie en 1869 en lieu et place d'un oratoire du XVIIe siècle. La construction présente une rosace empierrée, un porche triangulaire, une croix et une niche dans laquelle se trouve la statue d'une sainte. Cette chapelle est détachée de son environnement car elle est située en centre-ville.

- L'hôtel de ville : bâti en 1930 par Gabriel Sibilot (l'architecte de la nouvelle collégiale). C'est une haute construction avec un beffroi qui offre un mélange de pierre blanche et de brique rouge.
- Place du Général-Leclerc, une des places de la ville de conception Art déco. On peut noter notamment la maison et commerce du 6, 8 place du Général-Leclerc, en béton armé[110].
- Le Jeu de paume (seul vestige des fossés du nord de la vieille ville) est l'un des plus grands de la Somme. C'est en ce lieu qu'a été créée la coupe Cassel.
- La promenade des remparts, sur l'emplacement des anciens fossés également au nord de la vieille ville.
- Le stade Auffeve. La construction est située en périphérie est du centre-ville.
- Pavillon de l'exposition universelle de 1889 à Paris. Cette construction métallique a été démontée, transportée puis reconstruite à Nesle en 1900. Elle abrite aujourd'hui un cabaret-spectacle.
- Hôtel dit Hostellerie du Vieux Nesle, construit après la Première Guerre mondiale, 1 rue d'Amiens, en briques, béton armé, ciment et pan de bois[111].
- Maison de la même époque, 37 route de Chaulnes, en briques et béton armé[112].

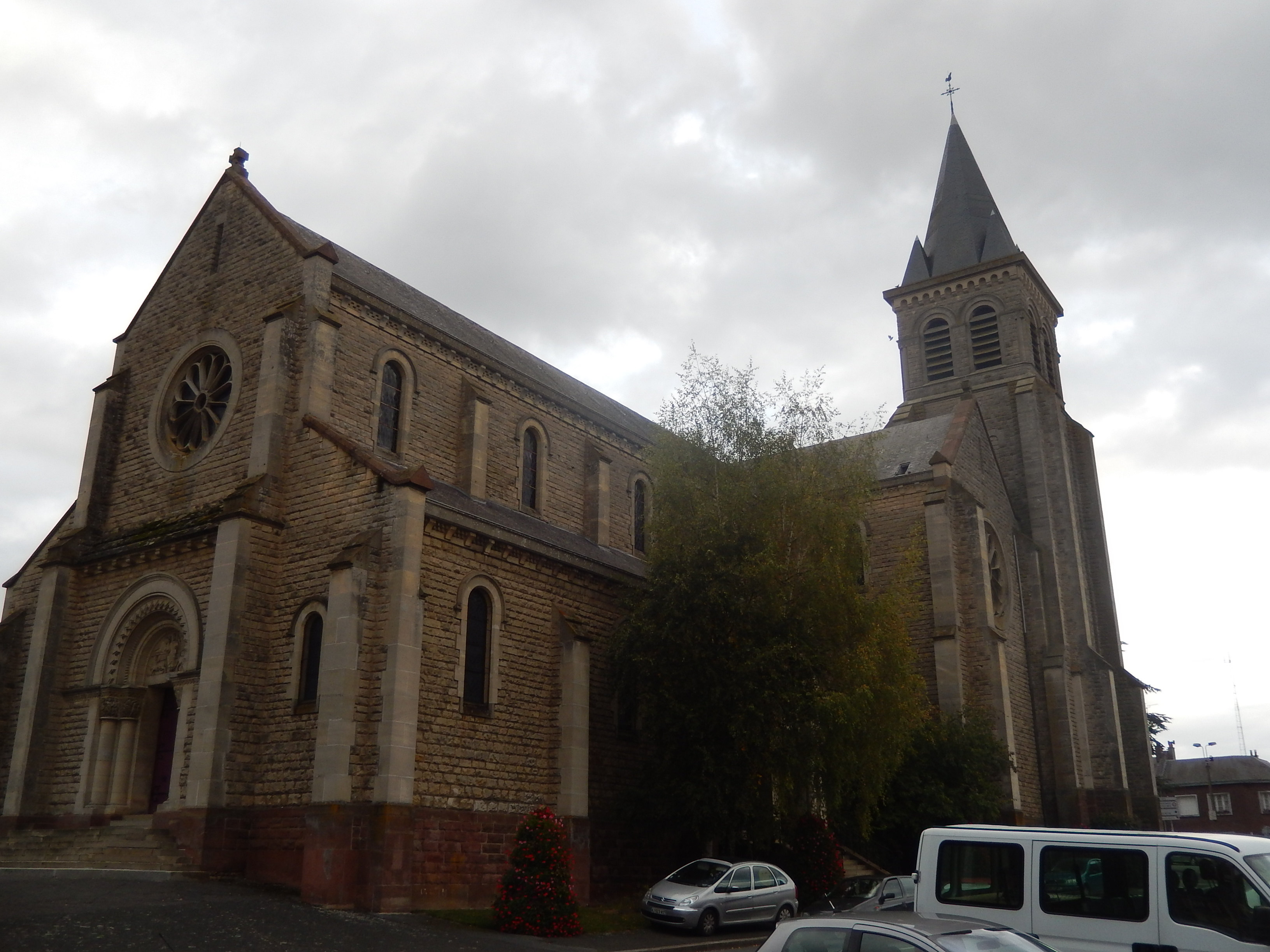
La collégiale Notre-Dame-de-l'Assomption de Nesle.
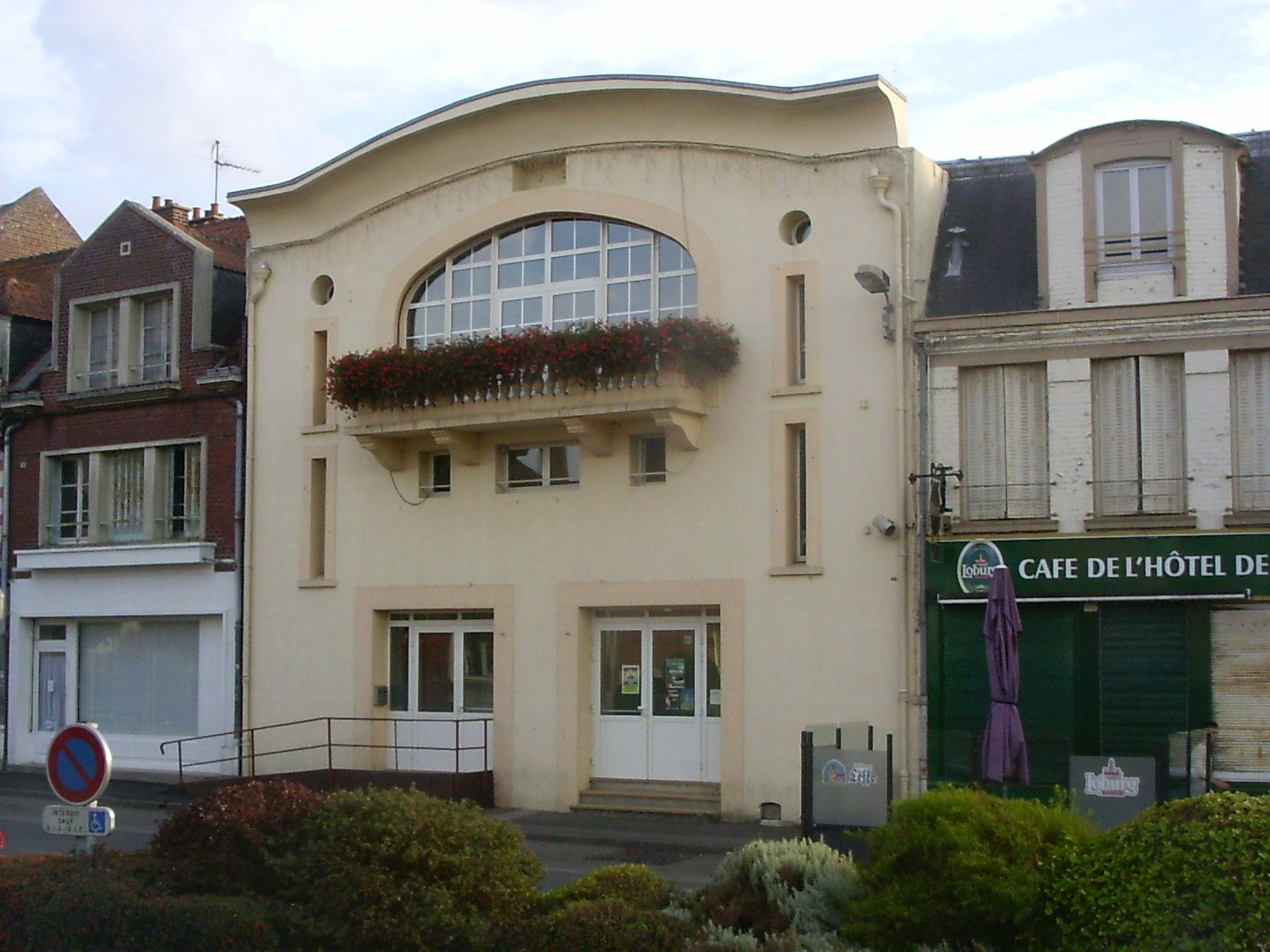
Maison Art déco, place du Général-Leclerc.
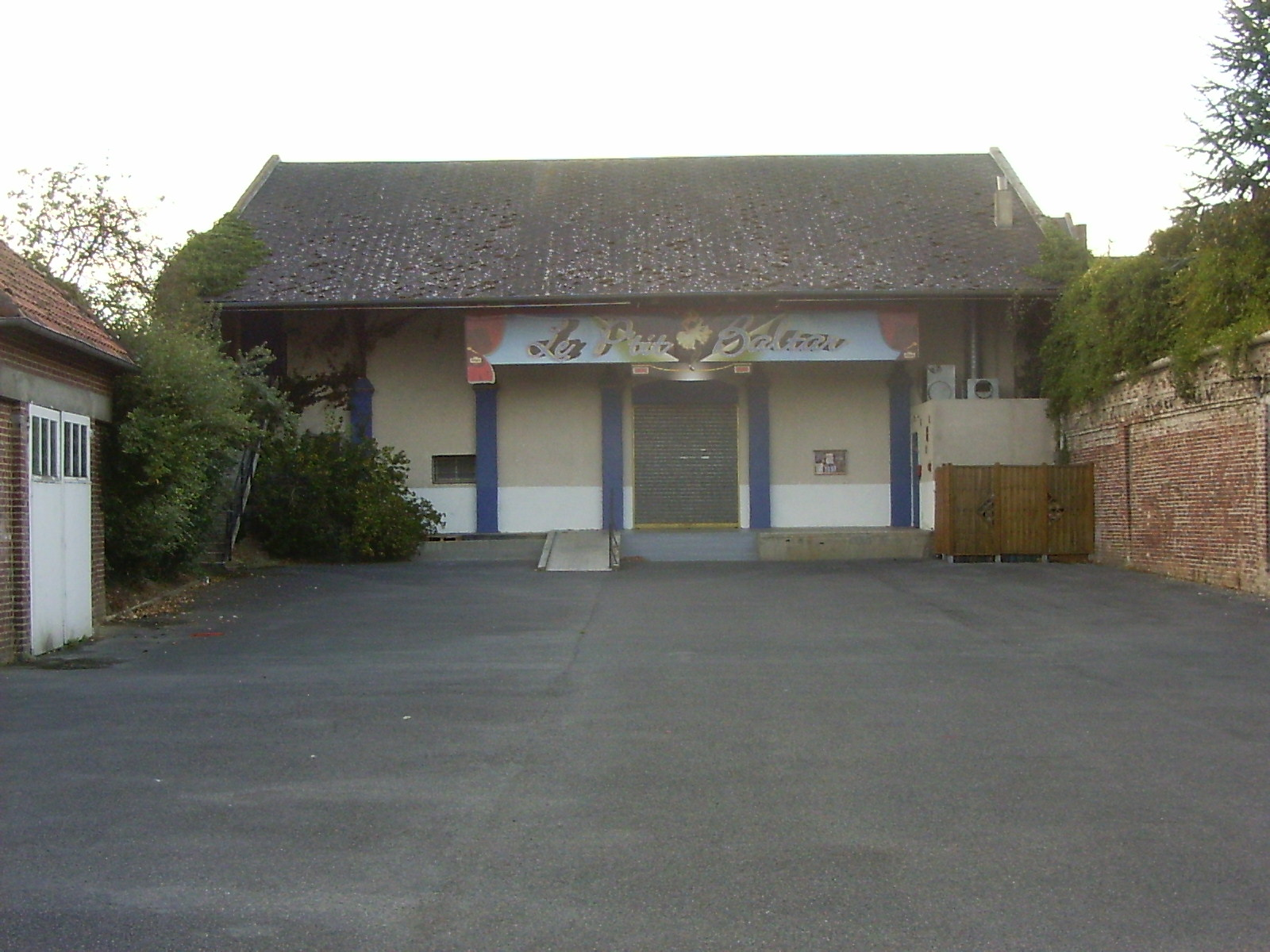
Cabaret-spectacle P'tit Baltar, rue de la Vierge.
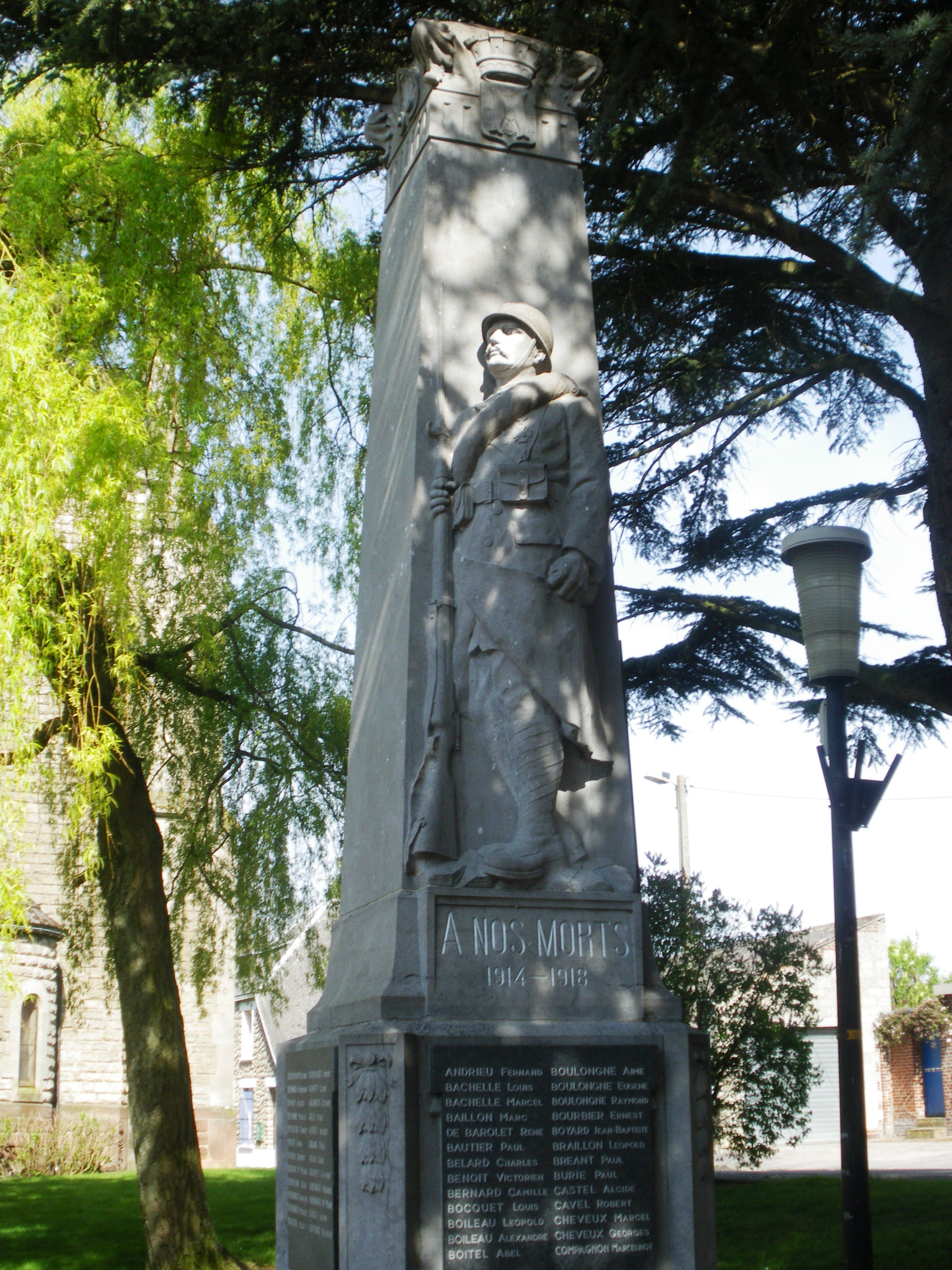
Monument aux morts.

### Personnalités liées à la commune
- Saint Pierre, saint patron de la ville.
- Ives de Nesle ; seigneur de la ville au XIIe siècle.
- Drogon, seigneur de Nesle (1030-1097)
- Raoul Ier, seigneur de Nesle et Falvy (1060-1121)
- Raoul II de Nesle, comte de Clermont (1095-1157)
- Raoul Ier de Soissons et III de Nesle, comte de Soissons (1150 - 1235) -
- Blondel de Nesle (entre 1175 et 1210), trouvère de Richard Cœur de Lion, né à Nesle. Il parvient à faire libérer le roi d'Angleterre alors prisonnier de Léopold V de Babenberg — le duc d'Autriche —  qu'il lui permet de reprendre possession du trône convoité par Jean sans Terre.
- Amaury de Nesle (mort en 1180), patriarche latin de Jérusalem. Prélat picard, prieur du Saint-Sépulcre.
- Louis IV de Gonzague-Nevers meurt à Nesle le 23 octobre 1595.
- Jean-Antoine Leclercq de Lannoy (1728-Moyenneville / 1812-Nesle) député des États généraux pour le tiers état du Vermandois.
- Louis III de Mailly-Nesle, marquis de Nesle et de Mailly.
- Les Sœurs de Nesle ; filles de Louis III. Louise Julie de Mailly-Nesle (1710-1751), Pauline Félicité de Mailly-Nesle (1712-1741), Diane Adélaïde de Mailly-Nesle (1713-1760) et Marie-Anne de Mailly-Nesle (1717-1744) ; favorites de Louis XV. Seule Hortense-Félicité de Mailly n'a pas partagé la couche du roi. Charles André van Loo, dit Carle, les choisit en 1763 pour poser pour le tableau Les Trois Grâces, actuellement au château de Chenonceau.
- Eustache-Benoît Asselin (1735-1793), avocat et homme politique de la Révolution française, député de la Somme.
- Félix Franchette (1856-1929). Un des protagonistes de l'école de dentisterie (profession non officielle, fin XIXe) de Paris. Homme passionné de littérature, de reliure, de sculpture, du travail des métaux et du cuir, de téléphonie, de mécanique et d'électricité. Conception d'un appareil de radiographie en 1902[réf. nécessaire].
- René Vergelot (1866-1934) : notaire, conseiller du canton de Nesle 1907-1914), conseiller général de Nesle (1928-1934). Maire de Nesle de 1912à 1914 puis de 1925 à 1933. Mérite agricole. Officier d'académie (archives départementales de la Somme / dictionnaire du personnel politique, annexe au répertoire détaillé de la sous-série 3 M, plébiscites, élections). Il relève la ville au sortir du premier conflit mondial.
- Germaine Vallet ; pendant la Seconde Guerre mondiale, cette femme a participé au parrainage de Nesle par Grasse dont elle était originaire[réf. nécessaire].
- Paul Bertrand (1870-1945), architecte, vécut et mourut à Nesle.

### Gastronomie
La tarte à l'œillette : dessert confectionné à base de graines de pavot blanc, sorte de génoise. Autrefois à Nesle étaient fabriqués les coéchons d'œillette. Ces desserts au nom amusant étaient des chaussons garnis d'une farce aux graines de pavots. La tarte à l'œillette en est tout simplement issue.

### Héraldique
| Blason de Nesle | Blason  | De gueules à trois poissons d'or posés en pal, celui du milieu petit et surmonté d'une fleur de lys du même. |
| Blason de Nesle | Détails | Ornement extérieur : - Croix de guerre 1914-1918 avec palme. Citation à l'ordre de l'armée du 27 octobre 1920 : « A supporté sans faiblesse des bombardements qui l'ont en grande partie détruite. Par sa belle attitude morale, les dommages subis, les souffrances de sa population, a mérité la reconnaissance du pays. » - Croix de guerre 1939-1945 avec étoile de vermeil. Citation à l'ordre de la division du 11 novembre 1948 : « Commune de la Somme dont la conduite a été particulièrement méritante, tant au cours des opérations de 1940, que pendant l'Occupation. Bien que durement touchée par les bombardements et les destructions, s'est opposée aux entreprises de l'ennemi constituant des groupes de Résistance et hébergeant de nombreux évadés et des patriotes traqués. Dix-neuf de ses enfants, dont son maire, ont été fusillés ou tués au cours des bombardements. » Les armoiries communales de Nesle sont issues d'un sceau de 1303 qui comportait deux bars adossés tout comme les armes de la Maison de Clermont-Nesle. |

## Pour approfondir